# Japán bakcsó
A japán bakcsó (Gorsachius goisagi) a madarak (Aves) osztályának a gödényalakúak (Pelecaniformes) rendjébe, ezen belül a gémfélék (Ardeidae) családjába és a gémformák (Ardeinae) alcsaládjába tartozó faj.

## Előfordulása
Szaporodási időszakát Japánban tölti, egy alkalommal Tajvanon is költött. Telelő területei Indonéziában és a Fülöp-szigeteken találhatóak. A tavaszi és nyári időszakban Oroszországba (Szahalin szigetére), Koreába, Kínába, Bruneibe és Palauba is elkóborolhat. Az 1970-es évekig általánosan elterjedt faj volt egész Japánban, azonban a '90-es évek végére a legtöbb korábbi élőhelyéről eltűnt. Napjainkra kevesebb mint 1000 felnőtt egyed maradt. A sűrű, nedves erdőket kedveli.

## Megjelenése
Testhossza 49 centiméter. Zömök testalkatú, vaskos csőrű gémféle. Feje és nyaka vörösesbarna, torka és melle fekete csíkos. Háta és a szárnyfedői gesztenyabarnák, apró fekete mintázattal. A fiatalok feje teteje fekete, kévésbé vörösek és erőteljesebb a csíkozottságuk a nyakukon. A fiatalok hasonlítanak a maláj bakcsóra (Gorsachius melanolophus).